# Corb
Corbul comun (Corvus corax), de asemenea cunoscut sub numele de Corbul nordic, este o pasăre cântătoare mare, în întregime neagră. Găsit în întreaga emisferă nordică, este cea mai întâlnită dintre toate ciorile. Există cel puțin opt subspecii ale corbului. Este una dintre cele mai mari două ciori, alături de Corbul Thick-Billed, și este probabil cea mai grea pasăre cântătoare. La maturitate corbul comun are între 56 și 69 cm  în lungime, cu greutăți înregistrate variind de la 0,69–1,63 kg. Corbul comun de obicei trăiește aproximativ de la 10 la 15 ani în sălbăticie, cu toate că unele exemplare au fost înregistrate cu durata de viață de până la 40 de ani. Păsările tinere pot călători în stoluri, dar mai târziu vor avea propriul teritoriu.
Corbul comun a coexistat cu oamenii de sute de ani, iar în unele zone au fost atât de numeroși încât s-a considerat un organism daunător. O parte din succesul său a fost datorită dietei de omnivor; corbii sunt extrem de versatili și oportuniști în găsirea surselor de hrană, mâncând insecte, cereale, fructe, animale mici și mâncare putredă sau de la gunoi.
Unele fapte remarcabile de rezolvare a problemelor au fost observate la unele specii, care să conducă la convingerea că este extrem de inteligent. De-a lungul secolelor, a fost un animal din mitologia  folclorică, din artă, literatură și în multe culturi indigene, inclusiv în cele din Scandinavia, Irlanda și Țara Galilor, respectiv Bhutan. Pe coasta de nord-vest a Americii de Nord, și Siberia, precum și în nord-estul Asiei, corbul comun a fost venerat ca o figură spirituală sau zeu.

## Taxonomie
Corbul comun a fost unul dintre numeroasele specii descrise inițial de către Linnaeus în lucrarea sa, din secolul 18, Systema Naturae, în care poartă numele său originar de Corvus corax. Este o specie de genul Corvus, nume derivat din latină pentru „Corb.” Corax / κοραξ, este cuvântul grecesc antic pentru „corb,” sau cioară.
Numele "Corb" a fost aplicat la mai multe alte (în general mari) specii de genul Corvus, deși ele nu sunt neapărat strâns legate de Corvus corax. Unele, cum ar fi Corbul australian și Corbul de padure, sunt în mod clar mai aproape de ciorile australiene.Corbul original este acum numit Corbul comun sau de Nord.
Cuvantul "Corb" este similar în mai multe limbi germanice vechi; cuvântul din engleza veche pentru corb a fost hræfn; în nordica veche era hrafn, și în vechea germană  raban. Un vechi Corby  din Scoția sau Corbie, asemănător cu Corbeau francez, a fost folosit atât pentru această pasăre și pentru Cioară neagră. Substantive arhaice colective pentru un grup de corbi (sau cel puțin pentru corbul comun) se numără "nenatural" și "conspirație". În mod normal, majoritatea oamenilor folosesc mai generic "turmă".

## Clasificare
Cele mai apropiate rude ale corbului comun sunt corbul cu gât maro (C. ruficollis) și cioara bălțată (C. albus) din Africa, și corbul chihuahuan (C. cryptoleucus) din sud-vestul Americii de Nord. În timp ce unii specialiști au recunoscut mai mult de 11 subspecii, alții recunosc doar opt:
- C. c. corax apare din Europa spre est până la lacul Baikal, la sud de regiunea Caucazului și nordul Iranului. Ea are un cioc relativ scurt, arcuit. Populația din sud-vestul Europei (inclusiv din Insulele Baleare, Corsica și Sardinia), are un cioc si mai arcuit și aripile mai scurte, iar unii specialiști îl recunosc ca o subspecie separată, C. c. hispanus.
- C. c. varius apare în Islanda și Insulele Feroe. Este mai puțin lucioasă decât C. c. principalis sau corax, este intermediar în mărime, și penele de pe gât sunt albicioase (nu este vizibil de la distanță).

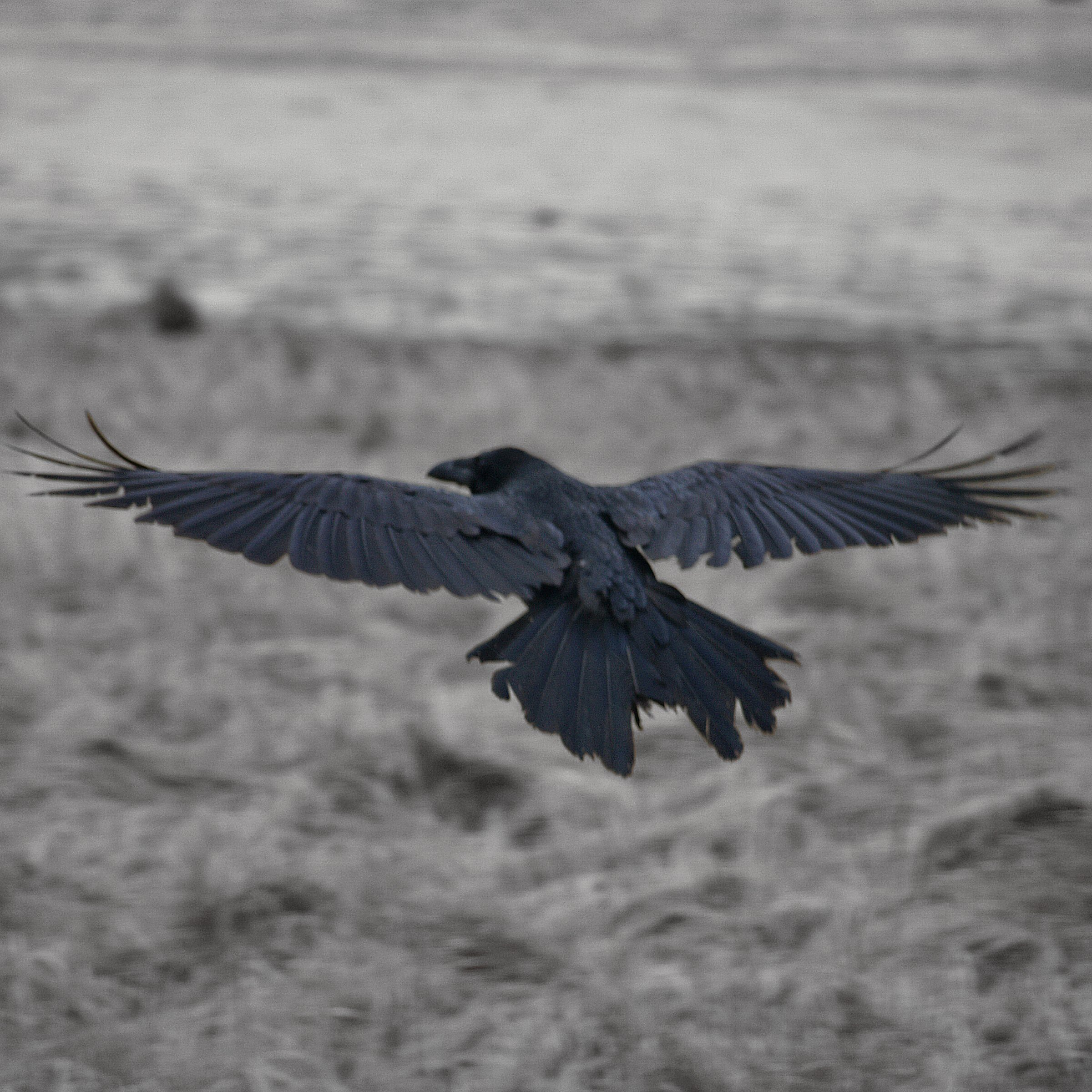
Subspecia (C. c. varius) in zbor prin Seltjarnarnes, Islanda

- C. c. subcorax apare din Grecia spre est si spre nord-vestul Indiei, Asia Centrală și vestul Chinei, dar nu și in Himalaya. Aceasta este mai mare decât C. c. corax, dar are pene relativ scurte la gât. Penajul său este, în general, negru, deși la gât poate avea un ton maroniu similar cu cel al corbului cu gat maro. Bazele penelor de la  gâtul său, deși oarecum variabile în culoare, sunt de multe ori aproape albicioase.
- C. c. tingitanus apare în Africa de Nord și Insulele Canare. Este cel mai mic dintre subspecii, cu cele mai scurte pene de pe gât și cu un penaj uleios și lucios.Ciocul său este scurt, dar robust, și culmea puternic arcuit. Corbii din Insulele Canare sunt mai maronii decât corbii din Africa de Nord, autoritățile determinând pe unii să le trateze ca subspecii separate, cu acesta din urmă pe numele C. c. tingitanus și celălaltul sub numele de C. c. canariensis.
- C. c. tibetanus apare în Himalaya. Acesta este cel mai mare din subspeciile lucioase și, cu cele mai lungi pene de pe  gât. Ciocul este mare, dar mai mic decât al lui C. c. principalis, și bazele penelor de pe gât sunt gri.
- C. c. kamtschaticus apare în nord-estul Asiei. Este intermediar în mărime fiind între C. c. principalis și C. c. corax și are un cioc distinct mare si mai gros.
- C. c. principalis apare în nordul Americii de Nord și Groenlanda. Are un corp mare și cel mai mare cioc, penajul lui este lucios, și penele de pe gât sunt lungi.
- C. c. sinuatus, corb de vest,apare în sud-centralul SUA. Este mai mic, si cu un cioc mic față de C. c. principalis. Populațiile în din sud-vestul SUA și nord-vestul Mexic (inclusiv Insulele Revillagigedo) sunt cele mai mici din America de Nord. Ele sunt uneori incluse în C. c. sinuatus, în timp ce alte autorități le recunosc ca o subspecie distinctă, C. c. clarionensis.

## Istoria evoluției
Corbul comun a evoluat în Lumea Veche si a traversat podul Bering în America de Nord. Studii genetice recente, care au examinat ADN-ul corbilor  comuni din întreaga lume, au stabilit că păsările se împart în cel puțin două clanuri: Un clan în California, găsit numai în sud-vestul Statelor Unite, precum și un clan în  Holarctic, gasit in restul emisferei nordice. Păsările din ambele clanuri arată la fel, dar grupurile sunt distincte genetic și au început să se divizeze aproximativ două milioane de ani în urmă.
Descoperirile indică faptul ca ADN-ul mitocondrial bazat pe corbii comuni din Statele Unite sunt mai strânse legate de cele din Europa și Asia decât la cele din clanul californian, și că corbii comuni din clanul californian sunt mai strânși legați de corbii chihuahuan (C. cryptoleucus) decât la cele din clanul Holarctic. Corbii din clanul Holarctic sunt  mult mai strânși legați de cioara bălțată (C. albus) decât de cei din clanul californian.
O explicație pentru aceste constatări surprinzătoare genetice este că corbii comuni stabiliți în California, cu cel puțin două milioane de ani in urma au devenit separați de rudele lor din Europa și Asia în timpul unei ere glaciare. Un milion de ani în urmă, un grup din clanul californian a evoluat într-o specie nouă, corbul chihuahuan. Alți membri ai clanului Holarctic au sosit mai târziu într-o migrație separată din Asia.
Un studiu recent al ADN-ului mitocondrial al corbului a arătat că populația izolată din Insulele Canare este distinctă de alte populații. Studiul nu a inclus nici o persoană din populația Africii de Nord, și poziția sa. Prin urmare, este clar,deși a sa morfologie este foarte aproape de populația din Insulele Canare (în măsura în care cele două sunt deseori considerate parte dintr-o subspecie singură).

## Descriere

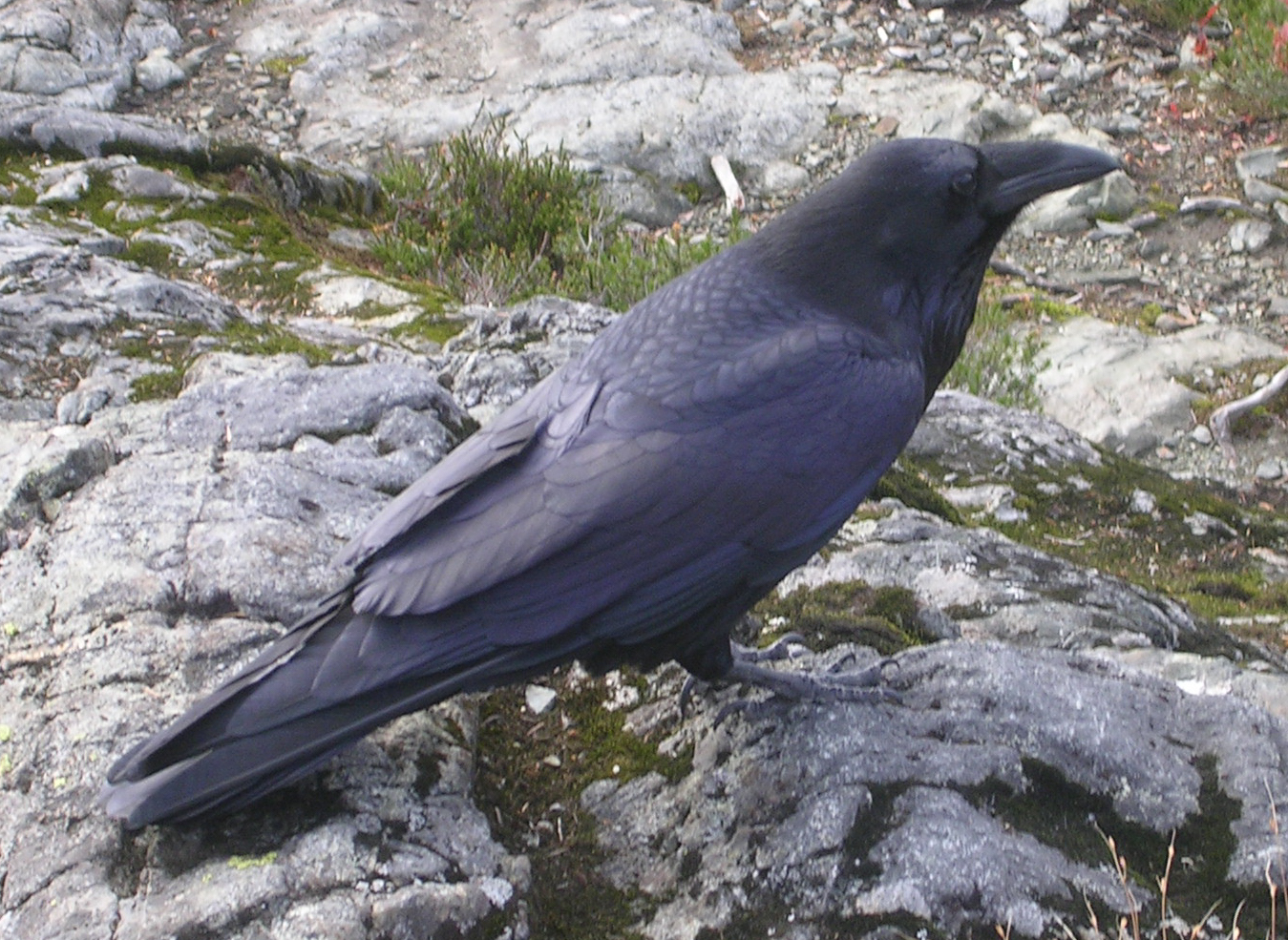
În lumina soarelui, penajul devine albastru sau mov.

Un matur corb comun are între 56 și 69 cm în lungime, cu o anvergură a aripilor de 115–130 cm. Are greutăți înregistrate în intervalul 0.69 - 1.63 kg, devenind una dintre cele mai grele cântătoare.Păsările din regiuni mai reci, cum ar fi Himalaya și Groenlanda sunt, în general, mai mari, în timp ce cele din regiunile mai calde sunt mai mici.Ciocul este mare și ușor curbat.Are o alungită, puternică coadă, cea mai mare parte având un penaj negru, și un maro inchis. Penele de pe gât sunt alungite și ascuțite și bazele penelor de pe gât au culoare maroniu-gri.
În afara dimensiunii sale mai mari,corbul comun diferă de verii săi, ciorile, prin  un cioc mai mare și mai greu, și o pană în formă de coadă. Vocabularul său este foarte vast și complex. În zbor penele produc un sunet scârțâitor care a fost asemănat cu un foșnet de mătase.

## Distribuire și habitat

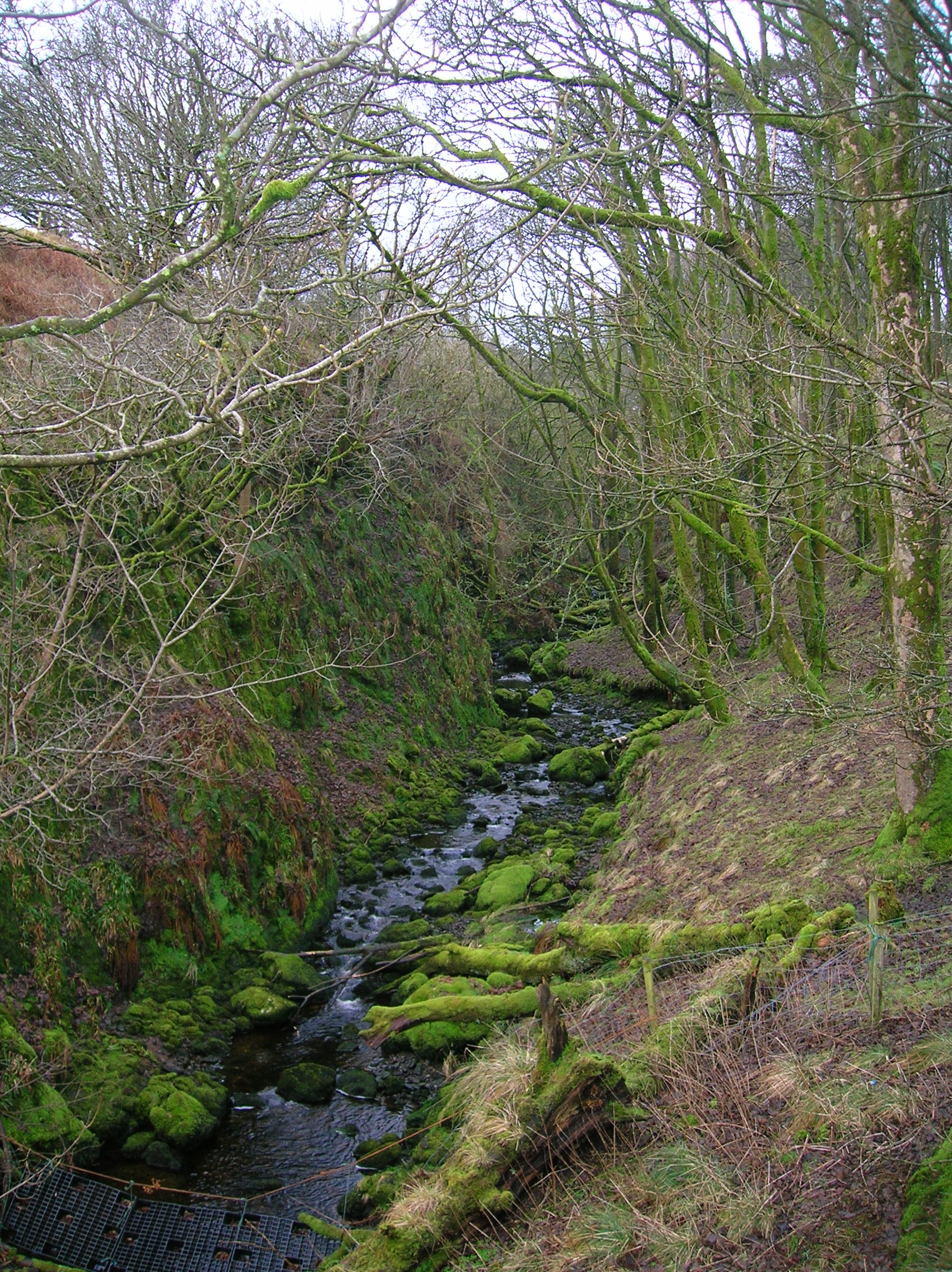
Un tipic habitat al corbilor.

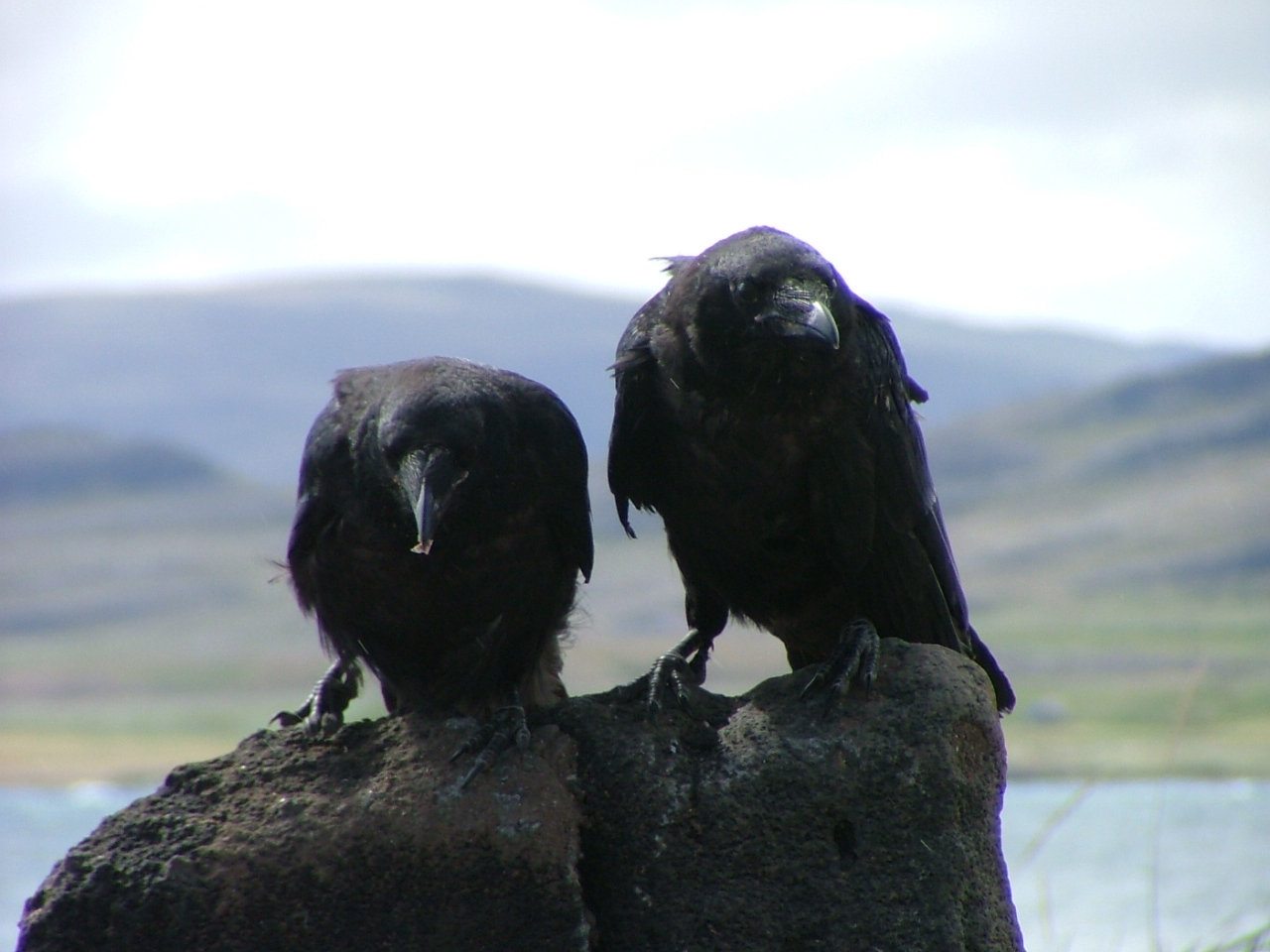
Doi juvenili în Islanda

Corbii comuni pot prospera într-un climat variat; într-adevăr, această specie are cea mai mare gamă decât orice membru al genului său.Aceștia variază în întregul Holarctic până la Arctic și la habitatele temperate din America de Nord și de la Eurasia la deșerturile din Africa de Nord și la insulele în Oceanul Pacific. În Insulele Britanice, ele sunt mai frecvente în Scoția, Țara Galilor, Anglia de nord și de vest a Irlandei. În Tibet, au fost înregistrate la altitudini de până la 5.000 m , și la la înaltimi de 6.350 de m pe muntele Everest.Populația, uneori, cunoscută sub numele de corbii punjab - descrisă ca Corvus corax laurencei (de asemenea scris lawrencii sau laurencii) de Allan Octavian Hume dar cel mai adesea considerat sinonim cu subcorax  - este limitată la districtul Sindh din Pakistan și regiunile adiacente din nord-vestul Indiei.
Cu excepția cazului în habitatul Arctic, acestea stau, în general la reședința natală pentru întregul an. Păsările tinere pot dispersa la nivel local.
Cei mai mulți corbi comuni preferă zonele împădurite, cu întinderi mari de terenuri deschise din apropiere, sau regiunile de coastă pentru locurile lor de cuibărit și hrănire.În unele zone ale populației umane dense, cum ar fi California, în Statele Unite, ei profită de o sursă de cantități abundente de alimente și s-a văzut o creștere a numărului lor.

## Comportament
Corbul comun deobicei călătorește în perechi, deși păsările tinere călătoresc în stoluri.În general, corbii sunt certăreți dar, au demonstrat că sunt extrem de devotați familiilor lor.

### Alimentație
Corbii comuni sunt omnivori și foarte oportuniști: Dietele lor variază considerabil mai ales cu locația sau sezonul. De exemplu,corbii aflați în tundra Arcticului de Nord sau Alaska obțin aproximativ jumătate din energia de care au nevoie  mâncând rozătoare foarte mici ,iar cealaltă jumătate o obțin prin hrănirea cu potârnichi de zăpadă.
În unele locuri sunt în principal necrofagi, hrănindu-se cu hoituri, precum unii viermi și gândaci. Mâncarea pentru plante conține cereale, fructe de pădure și fructe.Ei mai mânâncă și nevertebrate, amfibieni, reptile, mamifere mici și păsări.Corbii de asemenea mânâncă porțiunile nedigerate ale fecalelor de animale, sau mâncare stricată.Ei depozitează surplusele de mâncare, mai ales cele cu un conținut ridicat de grăsimi, și învață să le ascundă de alți corbi. De asemenea fură mâncarea prinsă de alte animale, precum cele ale vulpii polare. Sunt asociați cu un alt canin, lupul cenușiu, ca cleptoparaziți (mânâncă mâncarea altui animal).
Unii corbi cuibăresc pe lângă șosele pentru a consuma vertebratele călcate de mașini.Alții își construiesc cuiburile în preajma deșeurilor, pentru a se hrăni cu mâncare stricată și aruncată de om. Acest mod de hrănire a apărut de când corbii s-au înmulțit și au ajuns să trăiască în orașe.
Un studiu din 1984-1986 a dovedit faptul că dieta corbilor din regiunea agricolă din Idaho era constituită din cereale, care sunt principala mâncare a potârnichilor, păsărilor și mamiferelor mici care de asemenea erau mâncate.

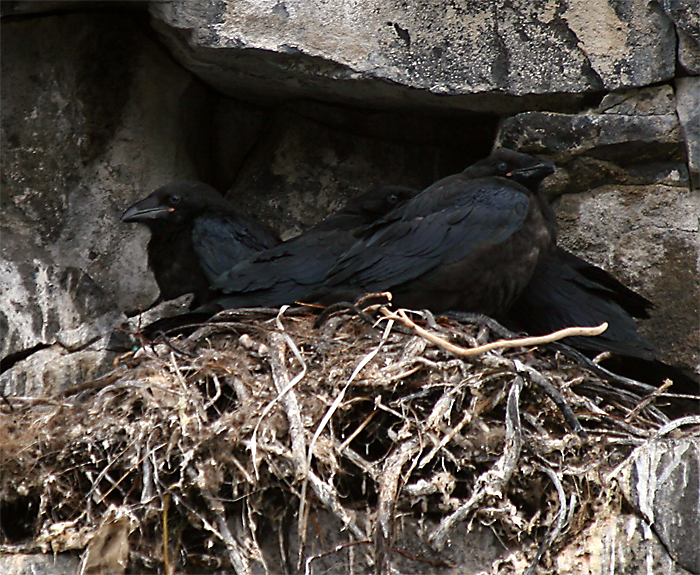
Corbi tineri într-un cuib — Hvítserkur, Islanda

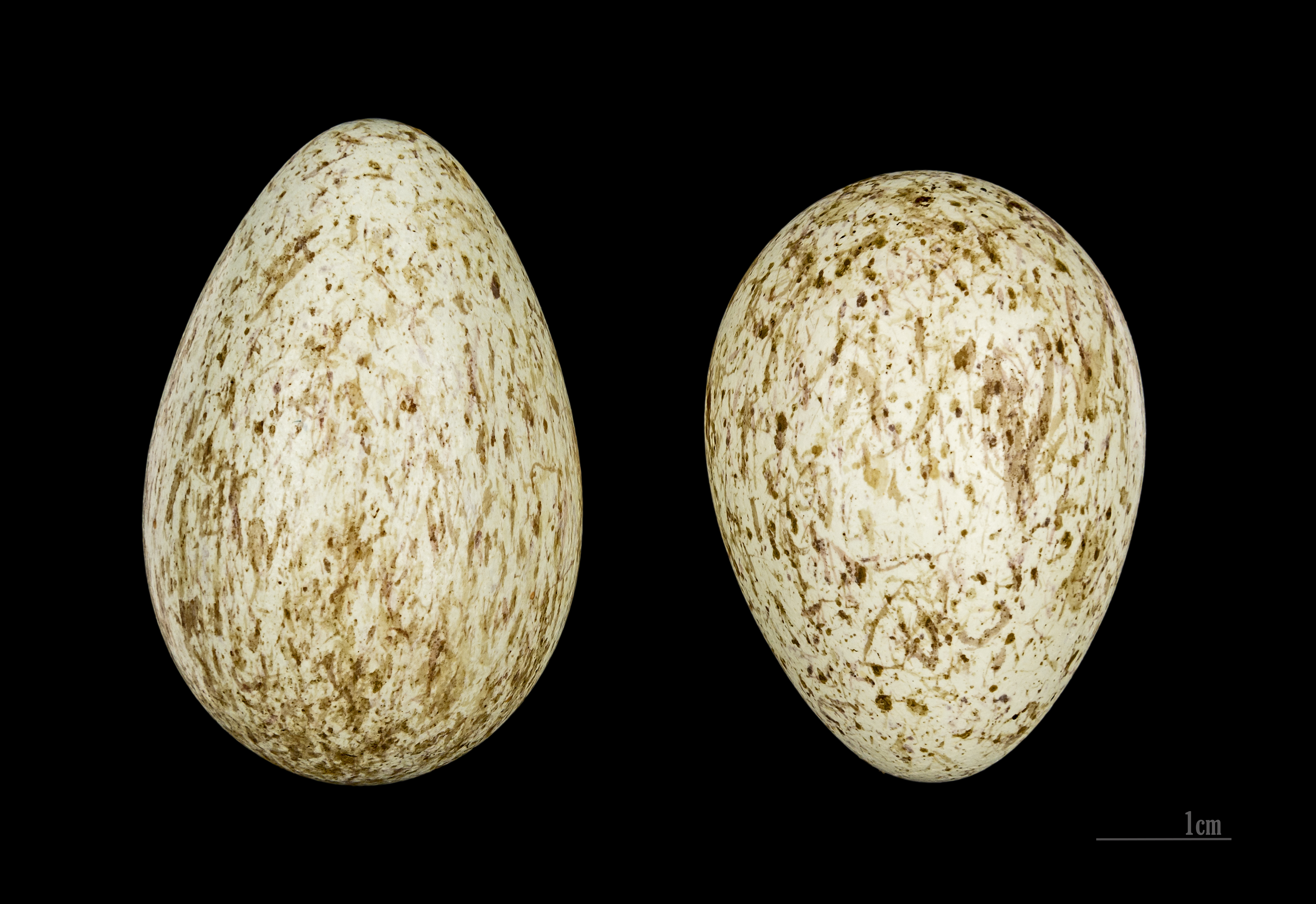
Corvus corax

### Cuibărire și înmulțire
Cuibul corbului este mare și construit fie în vârful unor copaci bătrâni, fie pe stânci cât mai greu accesibile. Este realizat din mai multe straturi de crengi împletite, acoperite apoi cu nămol, apoi cu păr, lână și alte materiale moi. Talentul de constructor, amplitudinea ecologică și inteligența corbului determină o serie de variații în tipologia construirii cuiburilor.
Corbul depune ouăle încă în luna februarie, începând chiar din această lună clocitul. Femela se bazează în această perioadă - pentru hrănire - pe ajutorul masculului, fără de care ouăle ar îngheța. Clocitul durează cca. 21 de zile. Masculul, atunci când nu caută mâncare pentru femelă, stă în apropierea cuibului, păzindu-l cu multă grijă. După eclozare puii mai stau în cuib cca. 40 de zile, fiind hrăniți pe rând de părinți.

### Vocalizare
Ca și alte corvide, corbii pot imita sunetele din mediul lor, printre care limba oamenilor. Aceștia au o gamă largă de vocalize, care rămân un obiect de interes pentru ornitologi. Gwinner a efectuat studii importante la începutul anilor 1960, înregistrarea și fotografierea concluziile sale fiind în mare detaliu.
Au fost înregistrate 15 vocalize din 30 de categorii, cele mai multe dintre ele fiind folosite pentru a vorbi cu alți corbi.Sunetele înregistrate includ strigăte de alarmă, de urmărire sau de zbor.Printre cele non-vocale sunt vâjâitul aripilor și pocnetele ciocului. Aceste bătăi și ciocănituri au fost întâlnite mai des la femele decât la masculi. În caz că un membru a dispărut, sunetele sunt folosite de partenerul său pentru a-l încuraja să se reîntoarcă.

### Inteligență
„Ciorile, corbii, coțofanele și gaițele nu sunt doar niște simple păsări, rigid programate de genetica lor. În schimb, sunt ființe care datorită altor molecule, au propria gândire și pot lua decizii singure.”—Candace Savage

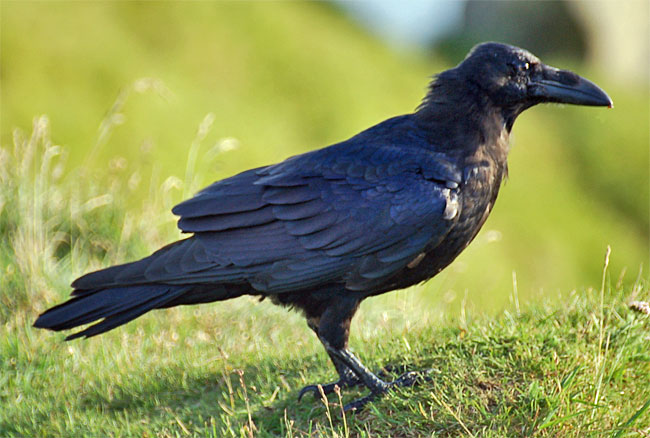
La o insulă norvegiană din Runde

Creierul corbilor este unul dintre cele mai mari creiere ale păsărilor. Concret, hyperpallium-ul este mare. Pentru o pasăre au capacitatea de a rezolva probleme, precum și alte procese cognitive ca imitatul și înțelegerea.
Strigătul său tipic este "corr-corr", cel puțin în România (a nu se confunda cu "cra-cra" al ciorilor). Spunem "cel puțin în România" pentru că în funcție de zonă nu doar strigătul tipic ci și vocabularul corbilor poate varia. Trebuie precizat că această pasăre are un vocabular bogat și, datorită răspândirii, cunoaște o fragmentare a limbajului care a permis ornitologilor să detecteze mai multe dialecte. Mai mult, s-a putut constata că, de pildă, un corb din America adus în Spania, a fost la început izolat de ceilalți corbi, din pricina necunoașterii dialectului local, pentru ca după o vreme să îl învețe și să se integreze.
Inteligența excepțională de care corbul a dat dovadă de-a lungul istoriei, dar și capacitatea sa deosebită, au creat în jurul să nenumărate legende și mituri. Acestea au fost sporite și de capacitatea corbului de a fi îmblânzit cu ușurință, ca și de a învăța un număr limitat de cuvinte (între 9 și 20, după sursă), pe care le folosește, se pare, în mod intenționat, nu reflex (ca papagal).
Inteligența sa a atras, însă, nu doar respectul, ci și ura oamenilor, care în multe situații, stăpâniți de superstiții distrugătoare, au încercat să extermine această pasăre. Desigur, o influență a avut-o și lăcomia corbului, care a creat o impresie neplăcută multora, mai ales în timpul molimelor sau războaielor când, asemenea ciorilor și altor păsări sanitari naturali, consumă trupurile celor căzuți.
Corbii sunt cunoscuți deoarece fură și prind obiecte strălucitoare precum cristale, bucăți de metal sau mingi de golf. Una dintre teorii este faptul ca ei fac acest lucru pentru a impresiona alți corbi. Alte studii indică faptul ca tinerii sunt foarte curioși de toate lucrurile noi, și au o anumită atracție pentru obiectele luminoase și rotunde, pe baza asemănării lor cu ouăle de pasăre. Dar, la maturitate corbii își pierd interesul, și devin extrem de neofobofici.

### Comportamentul jucăuș
În ultimii ani, biologii au recunoscut faptul că aceste păsări iubesc să se joace.Juvenilii corbi sunt printre cele mai jucăușe specii de păsări, aruncându-se în nămeți doar pentru a se distra. De asemenea se joacă și cu alte specii, ca de exemplu prinde-mă-dacă-poți împreună cu lupii și câinii. Alte moduri de joacă sunt acrobațiile  spectaculoase în zbor.
De asemenea sunt printre singurele specii ce-și pot face singure jucării. Au fost văzute exemplare rupând crengi pentru a se juca cu semenii lor.

## Relația cu oamenii

### Consevare și gestionare

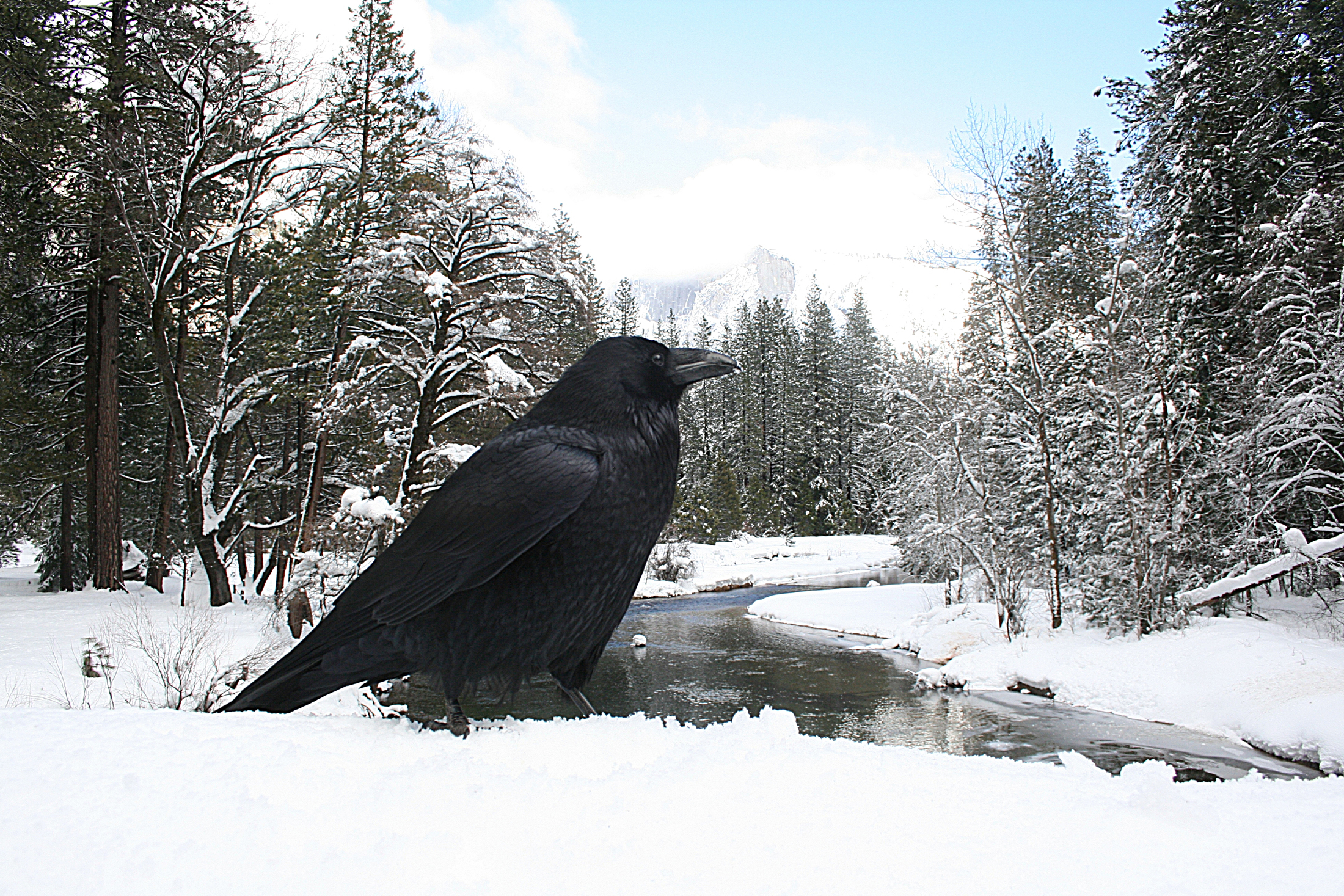
La Half Dome.

Corbii comuni sunt larg răspăndiți și nu sunt în prezent în pericol de dispariție. În unele țări aceștia sunt rar întâlniți din cauza pierderii habitatului și a vânării. De exemplu, în România sunt o specie protejată de lege din cauza rarității. Însă în alte locuri numǎrul 
lor a crescut dramatic și au devenit dăunători agricoli. Corbii pot provoca daune culturilor, cum ar fi cerealelor sau pot dăuna animalele, deoarece au fost exemplare care au ucis iezi, miei sau viței. Totuși aceștia atacă rar, iar comportamentul lor poate fi uneori luat greșit de fermieri.

### Reprezentări culturale

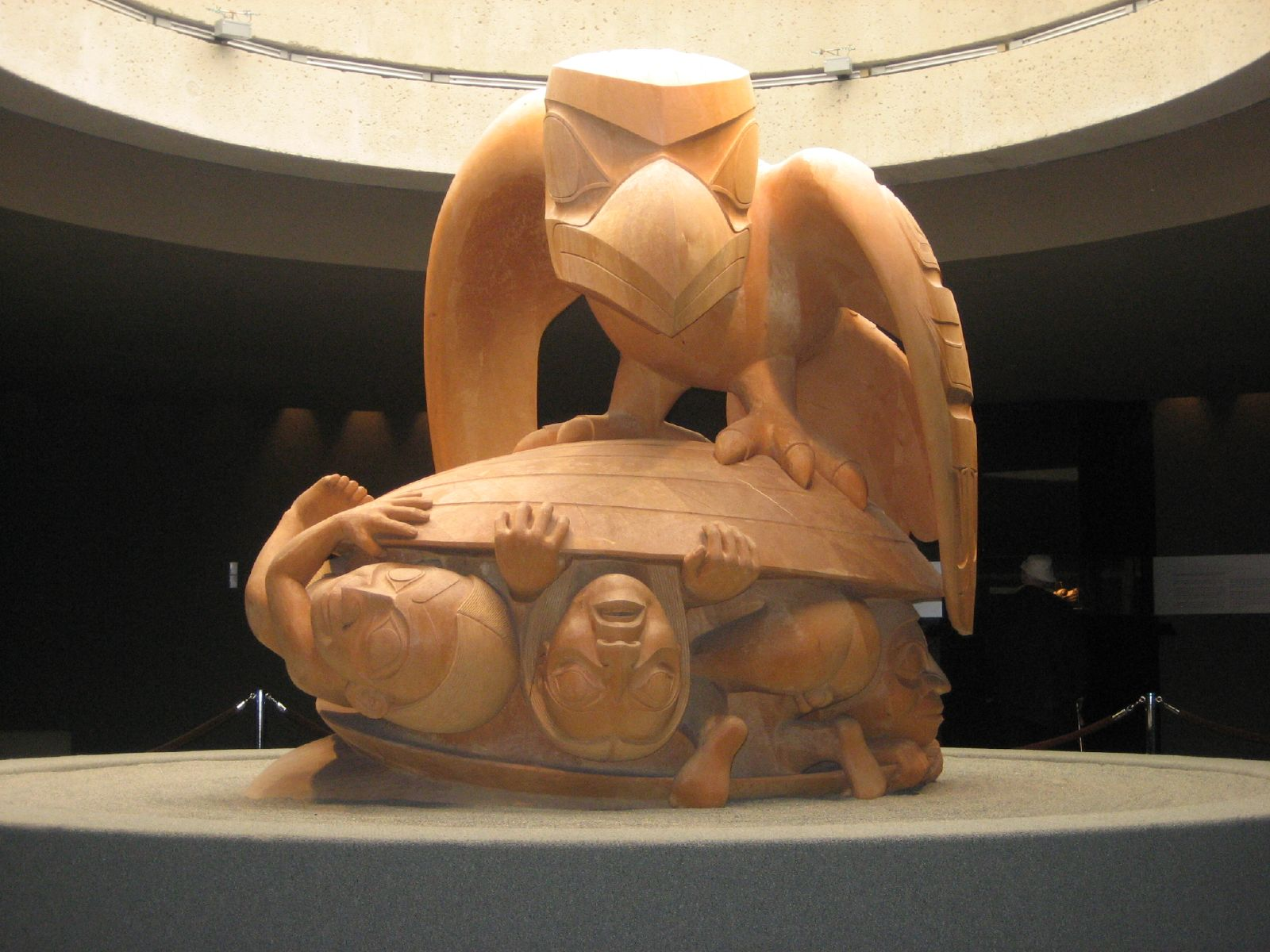
O sculptură la muzeul de antropologie, University of British Columbia.

În întreaga emisferă nordică și de-a lungul istoriei umane, corbul comun a fost un simbol puternic și un subiect popular de mitologie și folclor.
În multe tradiții din Vest, corbii au fost mult timp considerați a fi păsări de rău augur, în mare parte din cauza simbolismul negativ al penajului lor negru și faptul ca mănâncă hoituri. În Suedia, corbii sunt cunoscuți ca fantomele oamenilor uciși, și în Germania, ca sufletele celor condamnați.
Ca și în mitologia tradițională și de folclor, corbul comun a apărut frecvent în scrierile moderne, cum ar fi lucrările lui William Shakespeare, și în poemul "Corbul", de Edgar Allan Poe. Corbii au apărut și în lucrările lui Charles Dickens, J.R.R Tolkien , Stephen King, Joan Aiken și mulți alții.
El continuă să fie folosit ca un simbol în domeniile în care acesta a avut o dată un status mitologic, ca pasărea națională a Bhutanului, pasărea oficială a teritoriului Yukon, și de asemenea apare în stema Isle of Man (o dată o colonie vikingă).
Corbii baltimori ai Ligii Naționale de Fotball au avut un corb numit "Poe" ca mascotă oficială.

### Corbul în mitologiile lumii
- În mitologia greacă corbul era considerat solul zeilor.
- În mitologia amerindienilor din America de Nord, corbul este eroul a nenumărate povești și mituri, de la cele legate de facerea lumii la cele eroice. Există de asemenea și o serie de triburi care consideră corbul ca strămoș sau totem, desigur în baza unor legende și mituri detaliate.
- În mitologia scandinavă se întâlnesc de asemenea povestiri și mituri legate de corb, dar și în toate celelalte zone locuite de această pasăre.
- În România, printre multele legende legate de corbi, se poate aminti legenda legată de Corvinești.